# ノーンセーン郡 (サラブリー県)
座標: 北緯14度29分32秒 東経100度47分4秒 / 北緯14.49222度 東経100.78444度
ノーンセーン郡（ノーンセーンぐん、タイ語: อำเภอหนองแซง ）はタイ中部・サラブリー県にある郡（アムプー）である。

## 名称
現在のタムボン・ノーンセーン付近にセーンとよばれる木 (Scleria oryzoides) が生い茂っていたためノーンセーンすなわち「セーンの木の沼」と呼ばれるようになった。

## 歴史
ノーンセーンの住民のほとんどはヴィエンチャンから移住してきたグループである。このグループがノーンセーンの街を建設した。
行政区分的にはもともとサオハイ郡管轄下の分郡（キンアムプー）であった。1953年、郡に昇格した。

## 地理
郡はパーサック川支流の形成した平地に位置し、郡内を多くの運河・河川が通っている。
交通はタイ国鉄東北本線が通っているほか、国道3041号線が南北に通っており、北にサオハイ方面南にノーンケー方面とつながっている。

## 経済
郡内の主な産業は農業であり、主な農作物はコメである。

## 行政区分
郡は9の町（タムボン）に分かれ、さらにその下位に69の村（ムーバーン）がある。自治体があり以下のようになっている。
- テーサバーンタムボン・ノーンセーン・・・タムボン・ノーンセーン、タムボン・ノーンクワーイソー、タムボン・カイサオの一部

また郡内には9のタムボン行政体（オンカーンボーリハーンスワンタムボン）がある。
1. タムボン・ノーンセーン・・・ตำบลหนองแซง
2. タムボン・ノーンクワーイソー・・・ตำบลหนองควายโซ
3. タムボン・ノーンフワポー・・・ตำบลหนองหัวโพ
4. タムボン・ノーンシーダー・・・ตำบลหนองสีดา
5. タムボン・ノーンコップ・・・ตำบลหนองกบ
6. タムボン・カイサオ・・・ตำบลไก่เส่า
7. タムボン・コークサアート・・・ตำบลโคกสะอาด
8. タムボン・ムワンワーン・・・ตำบลม่วงหวาน
9. タムボン・カオディン・・・ตำบลเขาดิน